# Afronding (sediment)

Schematische weergave van de vorm van sedimentaire klasten, waarbij twee parameters verschillen: de afronding in horizontale en de sfericiteit in verticale richting.

Afronding, rondheid of hoekigheid zijn termen waarmee in de geologie de vorm van de hoeken van een klast (een sedimentair deeltje) wordt beschreven. De vorm van klasten wordt beschreven door de korrelgrootte, sortering, sfericiteit en afronding samen.
De afronding kan met een natuurkundige benadering in getallen worden uitgedrukt, maar meestal wordt slechts een klasse aangegeven. Indeling in zulke klassen is een grove classificatie: de klassen hebben geen exacte grenzen.
- Very angular (zeer hoekig): scherpe, getande hoeken
- Angular (hoekig)
- Sub-angular (sub-hoekig)
- Sub-rounded (sub-rond)
- Rounded (afgerond)
- Well-rounded (zeer afgerond): afgeronde, vlakke hoeken

Net als de sfericiteit hangt de gemiddelde afronding van klasten in een sediment af van de afstand waarover en tijd waarin de deeltjes getransporteerd werden van het achterland naar de plek van afzetting. Hoe langer en verder een deeltje getransporteerd is, hoe meer abrasie er kon plaatsvinden. De snelheid waarmee afronding plaatsvindt hangt echter ook af van de samenstelling van de klasten. Zachte klei zal vanzelfsprekend sneller afronden dan harde kwartsklasten. De snelheid van afronding wordt bovendien beïnvloed door de korrelgrootte en de manier waarop transport plaatsvindt.